# Giza Studio
Giza Studio (ギザ ステューディオ) (estilizado como GIZA studio) é uma gravadora japonesa.
A gravadora iniciou suas atividades no inicio dos anos 90 usando o nome Garage Indies Zapping Association (GIZA). Não muito tempo depois foi comprada pela Being Inc., que é um conglomerado de gravadoras musicais. Giza Studio, no entanto, continuou atuando de forma independente usando seu próprio nome.
A gravadora está localizada na cidade de Osaka (Japão). Diversos artistas japoneses já passaram ou continuam ativos na gravadora. Dentro os mais importantes estão nomes como Mai Kuraki, GARNET CROW, Rina Aiuchi, Aika Ohno e Chicago Poodle. 

## Artistas atuais
Fontes:

### Giza Studio
| - Sard Underground - d-project - dps |

### D-Go
| - Sensation - Wands |

### Crimzon
- Amai Bouryoku (甘い暴力)
- -Shintenchi Kaibyaku Shudan- Zigzag (-真天地開闢集団-ジグザグ)

### O-town Jazz
| - Aoki Hikari (青紀ひかり) |